# 植物雑貨
植物雑貨（しょくぶつざっか）とは、鑑賞、装飾、節句の装飾を目的として植物やその一部を用い、小型のインテリアや装飾品として製作・利用される作品全般を指す。
盆栽、寄せ植え、苔玉、テラリウムなど植物の生育を楽しむものや、リースなどの室内装飾、ハーバリウムなどのインテリア、花を使った髪飾りなどの装飾品といった多種多様なジャンルを含む。一方、花時計などの大型のものは植物雑貨の範疇には含まれない。

## 概要
植物を使った装飾文化は古くから世界各地に見られる。
日本国内では花を宗教儀式に用いた例が飛鳥・奈良時代から見られる。中世以降は茶の湯の普及とともに室内装飾として花や緑を活ける習慣が広まり、近世にかけて独自の花文化が形成された。

## 種類

### 生育中の植物を用いたもの
- 小型の寄せ植え : ハーブ・多肉植物・観葉植物など複数の植物を組み合わせ、共生させることで変化を楽しむ。
- 盆栽・盆景 : 伝統的な盆栽を小型化したもので、苔や石を組み合わせて風景を作る。
- 苔玉 : 土の玉に苔を張り、その上に植物を植え込む。受け皿に置いたり、吊るして飾ることができる。
- テラリウム : ガラス容器内に植物を植え、小規模な生態系を作る。湿度が維持されやすく、手入れが比較的簡単。
- エアープランツ : エアープランツと呼ばれる、根を持たず空気中の水分を吸収する植物を使ったインテリア。流木やガラスと組み合わせることが多い。
- ハンギンググリーン : 観葉植物を吊るして飾るスタイルで、空間を立体的に彩る。

### 花を用いたもの
- フラワーアレンジメント : 生花を組み合わせて作るアレンジメント。冠婚葬祭など幅広く活用される。
- ドライフラワーアレンジメント : 自然乾燥やシリカゲルを用いて水分を抜き、長期保存可能な花材を用いる。
- プリザーブドフラワー : 特殊加工を施したプリザーブドフラワーを使ったアレンジメント。長期間美しい状態を保つ花材を使用。
- リース・スワッグ : 花や葉を束ね、円形や垂れ下がる形に整えた装飾品。
- ブーケ : 手に持つ花束で、装飾だけでなくギフトにも適している。

### 雑貨・アクセサリー・インテリア類
- ボタニカルキャンドル（花蝋燭[2]）・アロマワックスサシェ[3] : ロウやワックスにドライフラワーを封入したロウソク。装飾と香りを楽しむ。
- ハーバリウム : 植物をオイルと共にガラス容器に封入し、長期間楽しめる。
- アクセサリー : 押し花やドライフラワーを樹脂に封入し、ピアスやネックレスに加工。
- 落ち葉アート : 落ち葉を活用し、貼り絵やオブジェに仕上げる。

## 日本の伝統的な植物雑貨

### 盆栽・盆景
日本特有の植物芸術として、室町時代にはすでに盆栽の記録が残されている。もとは中国から伝わった盆景がルーツとされるが、日本では和風の美意識と技術を加えて発展し、現代では海外にも広く紹介されている。盆栽・盆景はいわば「小さな自然や風景を卓上に収める」概念であり、鑑賞を目的とした植物雑貨としての要素が強い。

### 生け花・華道
日本の花装飾文化の中でも特に有名なのが華道（生け花）である。宮廷文化の隆盛とともに室内に花を飾る習慣が生まれ、室町時代以降は茶道や武家文化と結びつきながら様々な流派が成立。これらは現代のフラワーアレンジメントやドライフラワー作品にも影響を与えている。

### 苔玉・苔の装飾
日本庭園で古くから重視されてきた苔を用いた「苔玉」なども近年広く普及している。苔玉は、球状の土を苔で覆い、その上に植物を植え込んだもので、器や吊るし飾りとして楽しむことができる。軽量で取り扱いやすく、小さな空間を和風の趣で彩るため、ハンドメイド市場でも人気を博している。

### 行事飾り
門松やしめ飾りなど、節句などの季節の行事に合わせて植物を飾る風習は日本人の生活文化の一部である。近年では小型化した門松やアレンジをインテリア用植物雑貨として飾る例も増えている。

## ハンドメイド市場での存在感
近年、ハンドメイドマーケットやオンラインショップの普及により、個人が制作・販売する雑貨やインテリアの植物雑貨が急増している。SNS上で制作過程や完成品を発信することも多く、独自のデザインや技術が注目を集める機会が増えた。